# هارون ألبرت كار
هارون ألبرت كار (بالإنجليزية: Aaron Albert Carr)‏ هو كاتب أمريكي، ولد في 1963.